# Oppiidae
Oppiidae zijn  een familie van mijten. Bij de familie zijn 140 geslachten met circa 1045 soorten ingedeeld.